# Tawharekiri Lakes
Die Tawharekiri Lakes sind zwei Seen im Westland District der Region West Coast auf der Südinsel von Neuseeland.

## Geographie
Die Tawharekiri Lakes befinden sich in einem ausgedehnten Feuchtgebiet, rund 5,4 km nordöstlich des kleinen Ortes Haast und rund 2,9 km östlich des Mündungsgebietes des Haast River, in dem der Fluss in die Tasmansee mündet. Die beiden Seen können unterschiedlicher kaum sein. Der längliche und westlichere See von den beiden umfasst eine Fläche von 39,4 Hektar, besitzt eine Uferlinie von 4,3 km und erstreckt sich über eine Länge von 1,79 km in Südwest-Nordost-Richtung. An der breitesten Stelle des Sees kann eine Breite von rund 300 m gemessen werden. Der mit großem Abstand kleinere See, der am ostnordöstlichen Ende des größeren Sees zu finden ist, deckt eine Fläche von 4,9 Hektar ab, besitzt einen Umfang von 1 km und misst an seiner größten Ausdehnung 300 m in Nord-Süd-Richtung und der breitesten Stelle 265 m in Ost-West-Richtung. Beide Seen liegen auf einer Höhe von 10 m über dem Meeresspiegel, der Größere 2 km von der Küste entfernt.
Entwässert werden beide Seen über den Maori River, der weiter nordnordöstlich in den Waita River mündet und seine Wässer kurz danach  der Tasmansee übergibt.